# Nothing (Janet Jackson)
Nothing è una canzone della cantante statunitense Janet Jackson, pubblicata nel 2010 nella colonna sonora del film Why Did I Get Married Too?. Uscì come singolo su iTunes il 23 marzo 2010 e fu inserita nella raccolta Icon: Number Ones lo stesso anno.

## Descrizione
La canzone è la prima traccia per il film Why Did I Get Married Too?, in cui la cantante recita a fianco di Tyler Perry e Jill Scott. Fu scritto e prodotto dalla Jackson in collaborazione con Johntá Austin, Bryan-Michael Cox e Jermaine Dupri. Il videoclip del brano fu girato il 24 marzo 2010.

## Promozione
Janet Jackson eseguì la canzone per la prima volta durante la puntata finale della nona stagione del programma tv American Idol, nel maggio 2010, in un medley di Again, Nothing e Nasty. La interpretò anche all'Essence Music Festival di New Orleans, Louisiana, e lo inserì nella scaletta del suo Number Ones: Up Close and Personal Tour.

## Classifica
| Paese       | Posizione massima |
| ----------- | ----------------- |
| Stati Uniti | 58                |